# Podilske (Winnyzja)
Podilske (ukrainisch Подільське) ist ein Dorf im Zentrum der ukrainischen Oblast Winnyzja mit etwa 1400 Einwohnern (2001).
Das erstmals im 18. Jahrhundert schriftlich erwähnte Dorf liegt in Podolien auf einer Höhe von 297 m, 5 km nordöstlich vom ehemaligen Rajonzentrum Nemyriw und 48 km südöstlich vom Oblastzentrum Winnyzja. Durch das Dorf verläuft die Territorialstraße T–02–21.

## Ortsname
Bis 1939 trug das Dorf den Namen Ratschky (ukrainisch Рачки, russisch Рачки Ratschki, polnisch Raczki), anschließend hieß das Dorf bis zum 11. Juni 2016 Kirowe (ukrainisch Кірове), und wurde dann, im Zuge der Dekommunisierung in der Ukraine wieder in Ratschky umbenannt. Diesen Namen trug das Dorf bis zum 30. Oktober 2019 und erhielt schließlich, auf Beschluss der Werchowna Rada, den Ortsnamen Podilske.

## Gemeinde
Am 12. Juni 2020 wurde das Dorf ein Teil der neugegründeten Stadtgemeinde Nemyriw, bis dahin bildete es zusammen mit den Dörfern Korowajna (Коровайна), Monastyrok, Saschky (Сажки) und Selewynzi (Селевинці) die gleichnamige Landratsgemeinde Ratschky (Рачківська сільська рада/Ratschkiwska silska rada) im Norden des Rajons Nemyriw.
Am 17. Juli 2020 kam es im Zuge einer großen Rajonsreform zum Anschluss des Rajonsgebietes an den Rajon Winnyzja.